# Santa Margarida (Vulkan)
Der Vulkan Santa Margarida, auf Katalanisch Volcà de Santa Margarida, ist ein erloschener Vulkan im Nordosten von Katalonien (Spanien). Er liegt zwischen Olot und Santa Pau und ist als Teil des Naturschutzparks Vulkane der Garrotxa ein beliebtes Ausflugsziel. Sein letzter Ausbruch lag vor etwa 11.000 Jahren.
Der Vulkan mit einer Höhe von 682 Metern ist mit Wald (unter anderem Edelkastanien, Kiefern und Eichen) bedeckt. An der Spitze befindet sich ein kreisrunder Vulkankrater mit einem Durchmesser von zirka 300 Metern.
Im Krater befindet sich als einziges Gebäude die romanische Kirche Santa Margarida. Am nördlichen Kraterrand befindet sich ein Restaurant, das über den Camí del Volcà de Santa Margarida erreichbar ist.